# Ixia mostertii
Ixia mostertii är en irisväxtart som beskrevs av M.P.de Vos. Ixia mostertii ingår i släktet Ixia och familjen irisväxter. Inga underarter finns listade i Catalogue of Life.